# Wiktor Awdiejew
Wiktor Fiodorowicz Awdiejew (ros. Ви́ктор Фёдорович Авде́ев, ur. 1909, zm 1983) – radziecki pisarz. 
W dzieciństwie i okresie dojrzewania był bezdomny. W 1938 ukończył Instytut Literacki im. Gorkiego. Mieszkał i pracował w Moskwie, tworzył opowieści i opowiadania o życiu na wsi (Stada na drogach, 1947), wojnie domowej (Chleb, 1957), reedukacji bezdomnych dzieci (Koniec Gubana, 1957) i inne. W 1948 otrzymał Nagrodę Stalinowską .